# Constantino Brumidi
Constantino Brumidi (Roma, 26 de juliol de 1805 - Washington DC 19 de febrer de 1880) fou un pintor Italo-Estatunidenc, conegut pels seus murals en interiors, especialment per la cúpula de l'edifici del Capitoli dels Estats Units a Washington DC.

## Biografia
Primers anys
Brumidi va néixer a Roma, el seu pare era grec de Filiatra a la província de Messina, Grècia, i la seva mare era italiana. Va mostrar el seu talent per a la pintura al fresc a una edat primerenca i va rebre formació en els camps de l'escultura i la pintura, sota la tutela d'artistes com Bertel Thorvaldsen, Antonio Canova i Vincenzo Camuccini. Brumidi va pintar a diversos palaus romans, entre ells el del príncep Torlonia. Sota el mandat del papa Gregori XVI va treballar durant tres anys a la Ciutat del Vaticà.

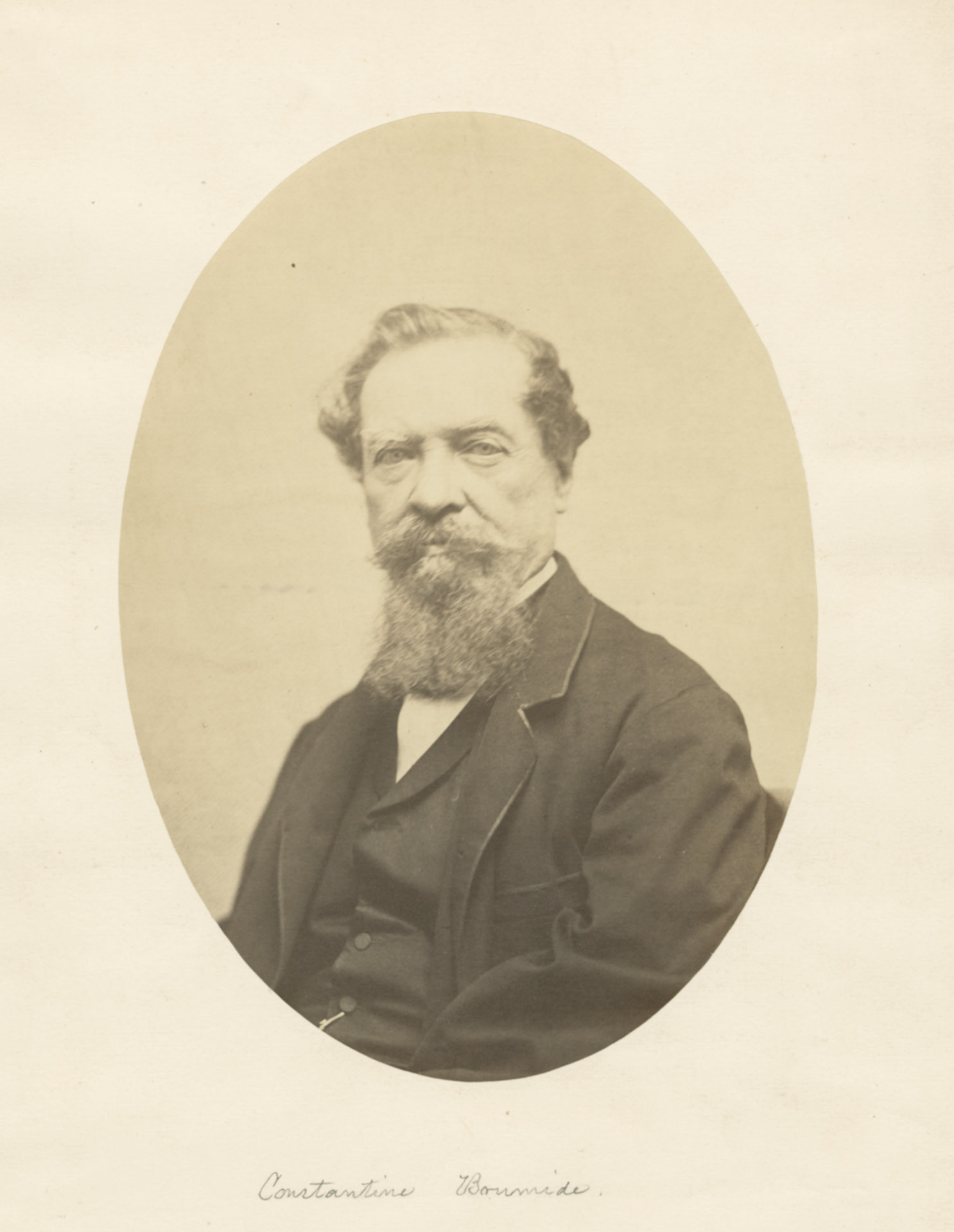
Constantino Brumidi d'Alexander Gardner, c. 1865

## Immigració i treballs posteriors
L'ocupació de Roma per les forces franceses el 1849 sembla que va persuadir Brumidi a emigrar, després d'haver-se unit a la risorgimental de curta durada República Romana, i va navegar cap als Estats Units, on es va convertir en naturalitzat ciutadà el 1852. L'artista va establir la seva residència a la ciutat de Nova York, i va pintar una sèrie de retrats.
El 1854 Brumidi va anar a Mèxic, on va pintar una representació al·legòrica de la Santa Trinitat per al retaule de la Catedral Metropolitana de la Ciutat de Mèxic. Posteriorment, Brumidi va crear diverses obres per a [l'esglèsia Church of Our Lady of the Scapular–St. Stephen a Nova York, incloent-hi un retaule (1855) i murals (1866 i 1871–72).
Brumidi va visitar per primera vegada el Capitoli dels Estats Units a la dècada de 1850, després de ser presentat a l'intendent General de l'Exèrcit dels Estats Units Montgomery C. Meigs, que estava supervisant la finalització de la Cúpula i la rotonda del Capitoli.
Brumidi també va executar frescos a Taylor's Chapel, Baltimore, Maryland.
La seva primera obra d'art al Edifici del Capitoli va ser a la sala de reunions del Comitè d'Agricultura de la Cambra dels Estats Units. Al principi va rebre vuit dòlars al dia, que Jefferson Davis, aleshores secretari de Guerra dels Estats Units, va ajudar a augmentar fins a deu dòlars. La seva obra va atreure una atenció molt favorable, se li van donar més encàrrecs i es va establir gradualment en la posició de pintor del govern. El seu treball principal a Washington es va fer a la rotonda del Capitoli i va incloure L'Apoteosi de Washington a la cúpula i la Fris de la història americana, que conté escenes al·legòriques de la història americana. La seva visió artística va estar influenciada per les pintures murals d'Pompeia i l'antiga Roma, així com els revivals clàssics que van caracteritzar l'renaixement i el període barroc. El seu treball a la rotonda va quedar-se sense acabar a la seva mort, però havia decorat moltes altres seccions de l'edifici, sobretot els passadissos del costat del Senat del Capitoli, ara conegut com els corredors Brumidi. Filippo Costaggini va continuar pintant el fris durant els següents 8 anys basant-se en els esbossos que Brumidi va deixar; tanmateix, no va quedar cap esbós per al panell final, que va romandre buit fins al 1953, quan Allyn Cox el va dissenyar i pintar.

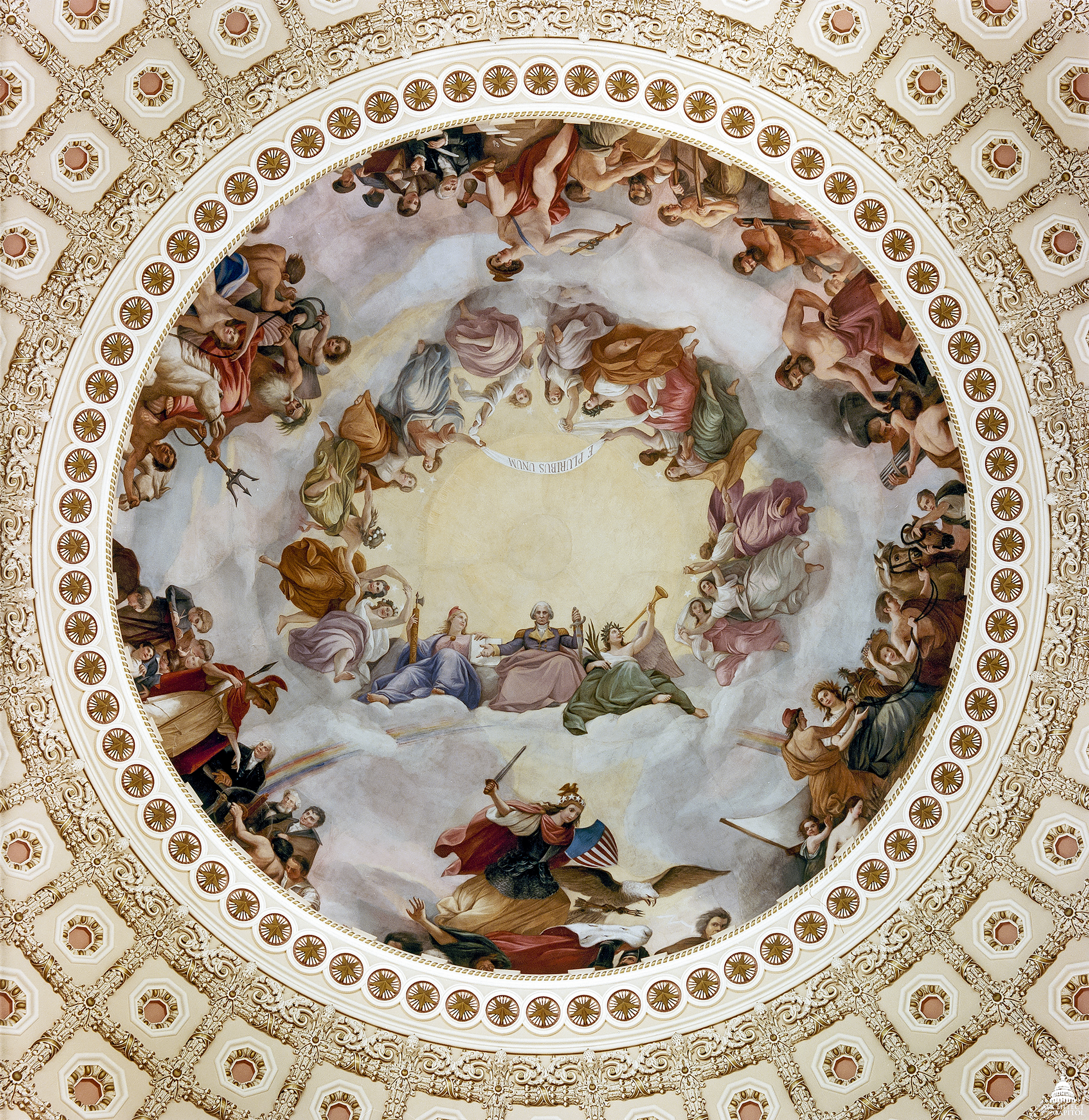
Apotheosis de Washington

Les pintures Liberty i Union de Brumidi estan muntades prop del sostre del vestíbul de la Casa Blanca.
A la catedral-Basílica de St. Pere i Pau a Filadèlfia, Pensilvània, va representar Sant Pere i Sant Pau. Brumidi era un pintor capaç, encara que convencional, i el seu modelatge en blanc i negre a l'obra de Washington, a imitació del baix relleu, és sorprenentment efectiu. Va decorar el vestíbul d'entrada de Saleaudo, situat a Frederick, Maryland, que es va incloure en el Registre Nacional de Llocs Històrics el 1979.
Un fresc de Brumidi apareix darrere de l'altar de l'Església de Sant Ignasi a Baltimore, Maryland. Un altre, de sant Lluís Gonzaga rebent la comunió de sant Carles Borromeo, penja sobre l'altar major de St Aloysius Church a Washington, D.C. Recentment es va restaurar un altre retaule de Brumidi darrere de l'altar major de marbre del Santuari i Parròquia dels Sants Innocents a Nova York. El fresc encarregat pel primer pastor dels Sants Innocents P. John Larkin, retrata la Crucifixió de Jesús.

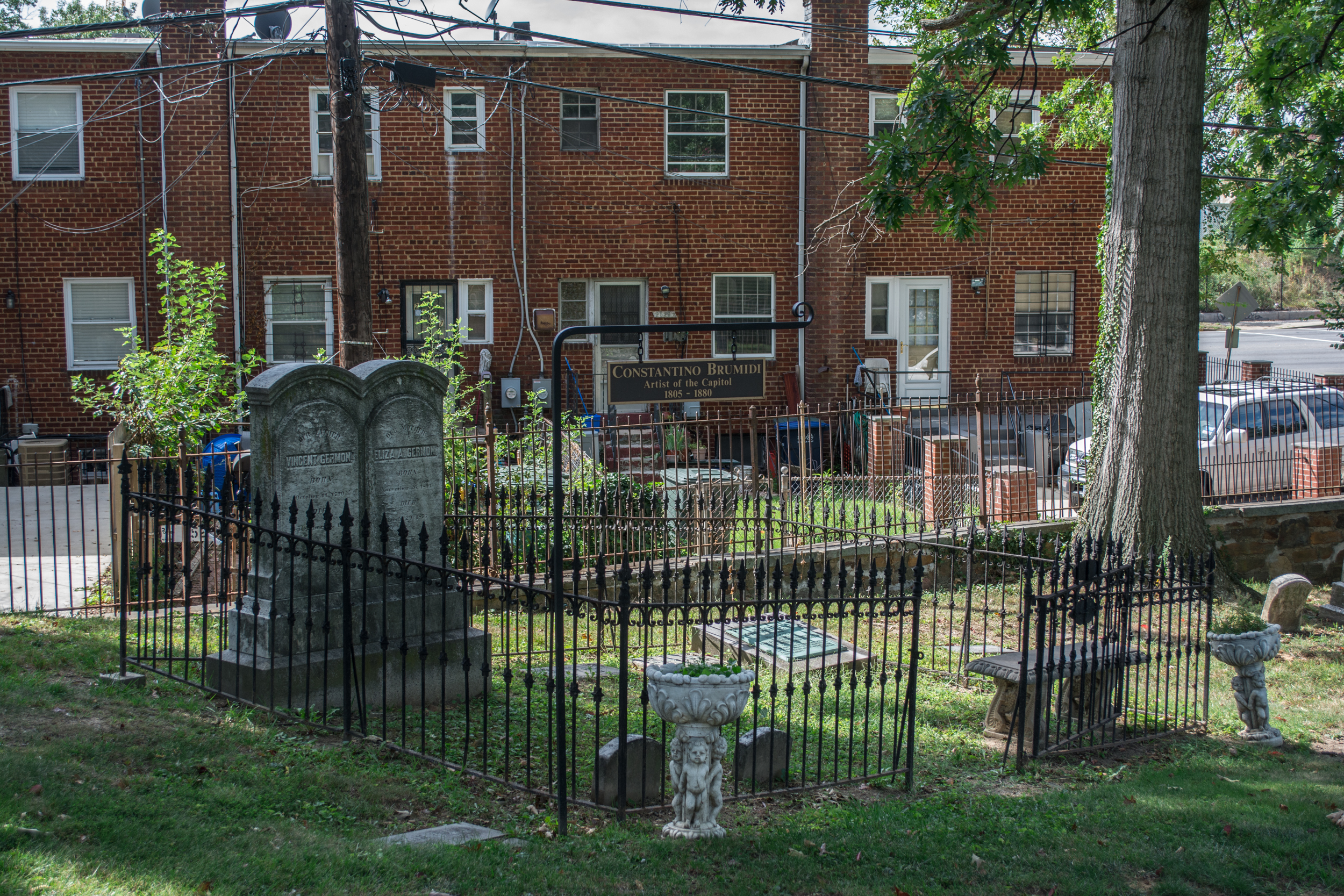
Tomba de Constantino Brumidi, la seva dona, el seu fill, i els seus sogres al cementiri de Glenwood.